# Josef Auinger
Josef Auinger (* 1. Dezember 1897 in Enzendorf, Gemeinde Gallspach, Österreich-Ungarn; † 11. Mai 1960 in Grieskirchen, Österreich) war ein österreichischer Kriminalbeamter und Nationalsozialist. Er arbeitete als SS-Obersturmbannführer im Sicherheitsdienst des Reichsführers SS (SD) des Reichssicherheitshauptamtes (RSHA) und führte SS-Sonderkommandos im nationalsozialistischen Vernichtungskrieg.

## Leben
Josef Auinger studierte nach der Matura Rechtswissenschaft und nahm am Ersten Weltkrieg teil. Er geriet 1916 in russische Kriegsgefangenschaft und kehrte im September 1921 nach Österreich zurück. 1923 nahm er den Dienst bei der Wiener Sicherheitswache auf, setzte sein Jurastudium nebenberuflich fort und wurde 1929 promoviert. Er wurde Polizeijurist im Polizeikommissariat Ottakring. Juni 1933 trat er der illegalen NSDAP bei, seine offizielle Aufnahme beantragte er nach dem Anschluss Österreichs am 26. Mai 1938 und wurde rückwirkend zum 1. Mai desselben Jahres aufgenommen (Mitgliedsnummer 6.149.119). In seiner Funktion als Sicherheitsreferent des Kommissariats hintertrieb er die Verfolgung der illegalen Aktivitäten der Nationalsozialisten, indem er Ermittlungen behinderte und Nationalsozialisten, gegen die ermittelt wurde, Informationen und Warnungen zukommen ließ. Dagegen lenkte er die Kriminalbeamten auf die verstärkte Strafverfolgung von Sozialdemokraten und Kommunisten. In sozialistischen Kreisen war er zudem als „Prügel-Kommissar“ berüchtigt. Zum 1. April 1934 trat er der SS (SS-Nummer 342.812) bei, wo er in der Folgezeit der illegalen SS-Standarte 89 angehörte.
Nach dem Anschluss Österreichs an das Deutsche Reich im März 1938 machte Auinger Karriere bei der Gestapo. Bereits in der Nacht vom 11. auf den 12. März 1938 hatte er die Befehlsgewalt des Kommissariatsleiters usurpiert und ohne dienstlichen Auftrag die Verhaftung von „Kommunisten“, „Sozialdemokraten“ und anderen politischen Gegnern veranlasst.
Nach seiner mehrwöchigen Leitungstätigkeit bei der Gestapo in St. Pölten wechselte er im April 1938 zur Staatspolizeileitstelle Wien, wo er Sachgebietsleiter (II A 2) wurde. Nach seiner Promotion zum Dr. jur. 1939 übernahm er zum Regierungsrat befördert wieder die Leitung der Gestapo-Außenstelle St. Pölten. Im Rang eines SS-Sturmbannführers gehörte er dem Sicherheitsdienst des Reichsführers SS an. Ab 1940 war er wieder bei der Staatspolizeileitstelle Wien tätig und wurde 1942 stellvertretender Leiter bei der Gestapo Salzburg und Linz. Vom Juli 1942 bis zum Oktober 1942 leitete er das SS-Sonderkommando 7b bei der Einsatzgruppe B im Bereich der deutschen Heeresgruppe B bzw. Heeresgruppe Mitte im Generalbezirk Weißruthenien. Ab Dezember 1942 war er als Oberregierungsrat unter dem Befehlshaber der Sicherheitspolizei und des SD bei der Staatspolizeileitstelle Prag eingesetzt und war bald darauf auch als Inspekteur der nichtuniformierten Protektoratspolizei in Böhmen tätig. 1944 kam er als Obersturmbannführer zum SS-Einsatzkommando 7 nach Pécs in Ungarn. Danach war er noch für drei Monate im Reichssicherheitshauptamt (RSHA) in der Informatorischen Abteilung eingesetzt.
Nach Kriegsende wurde er am 20. September 1945 in Peuerbach festgenommen. 1947 wurde er von den Franzosen an die UdSSR ausgeliefert, wo er zu 25 Jahren Arbeitslager verurteilt wurde. 1956 kehrte er aus sowjetischer Kriegsgefangenschaft nach Österreich zurück und wurde auf Grund der Spätheimkehreramnestie für seine Verbrechen in Österreich nicht mehr zur Rechenschaft gezogen.